# Modrany
Modrany, do roku 1948 Madar (maďarsky Madar) je obec v okrese Komárno na Slovensku.

## Historie
Místo je poprvé písemně zmíněno v roce 1205 jako Modor. – sídlili zde královští sokolníci. V roce 1763 byla obec poškozena zemětřesením. Obyvatelé se živili lesnictvím a zemědělstvím a také vinohradnictvím. Do roku 1918 byla obec součástí Uherska. V letech 1938 až 1945 byla kvůli první vídeňské arbitráži součástí Maďarska.

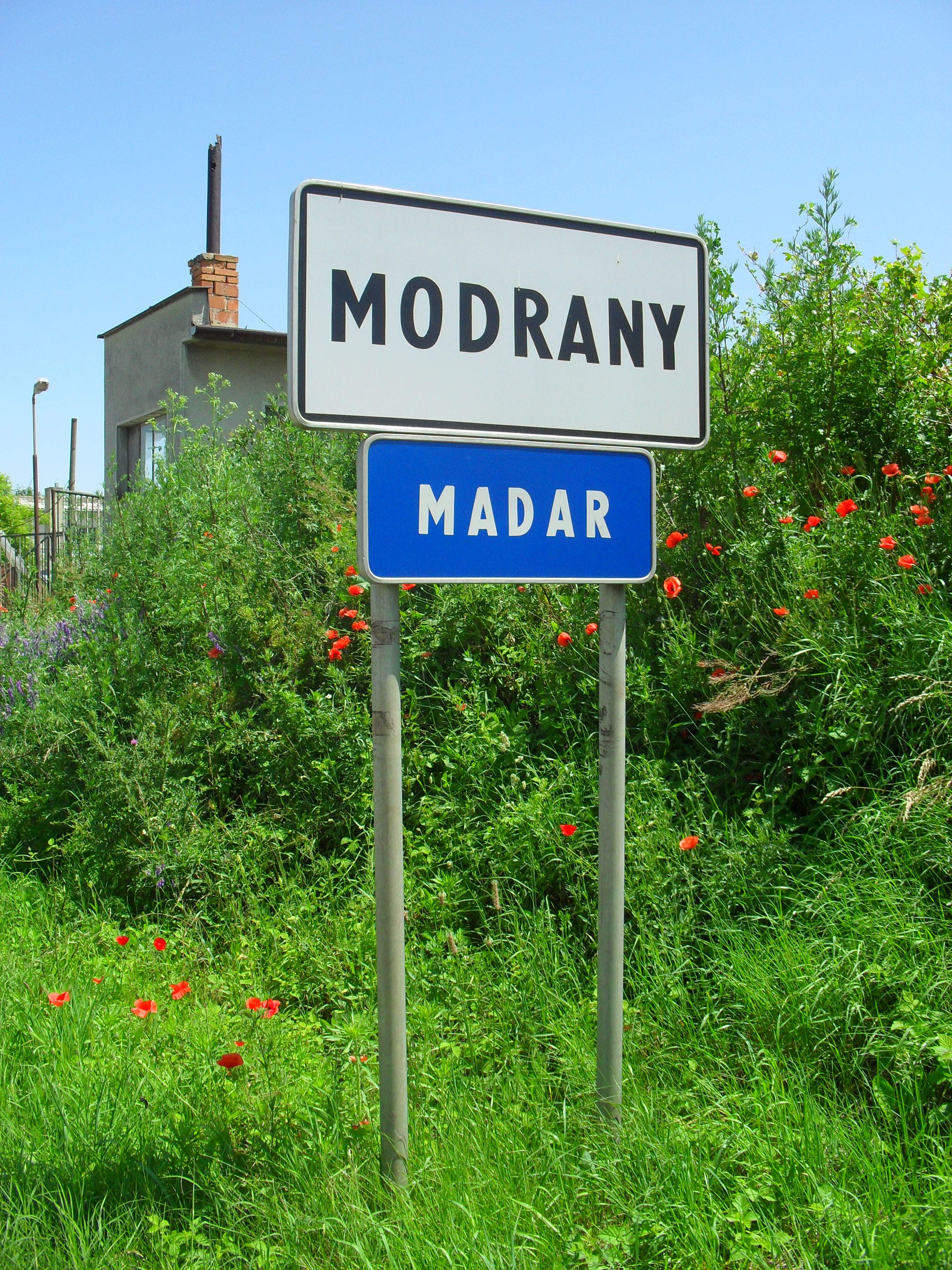
Dvojjazyčná dopravní značka na vjezdu do obce

Při sčítání lidu v roce 2011 žilo v Modranech 1462 obyvatel, z toho 1205 Maďarů, 121 Slováků, 112 Romů a čtyři Češi. 20 obyvatel se k tomu nevyjádřilo.

## Církevní stavby
- Reformovaný (kalvínský) kostel z 2. poloviny 18. století[3]
- Římskokatolická kaple z roku 1939